# Le Méridien
Pour les articles homonymes, voir Méridien (homonymie).

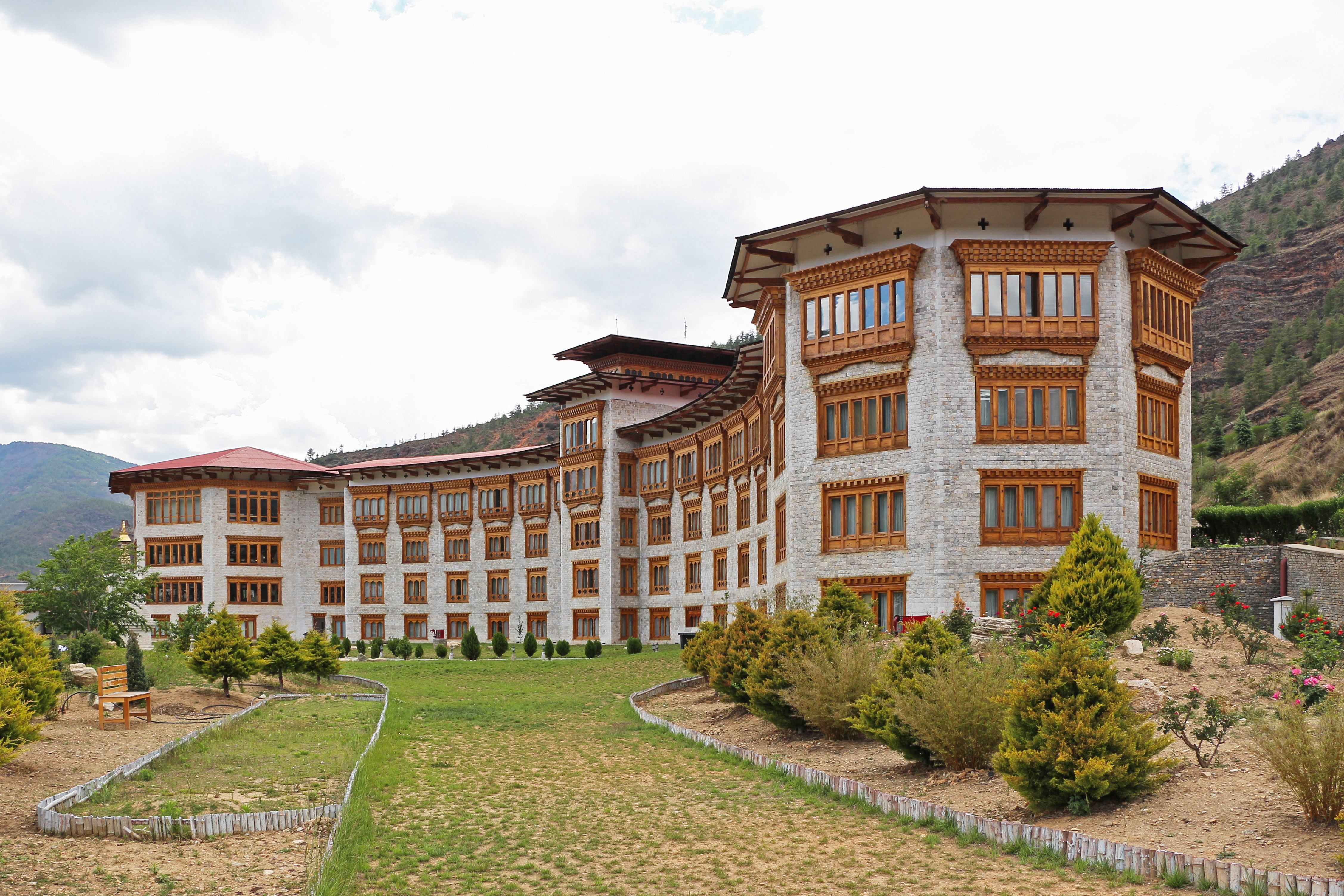
Hôtel Le Méridien, Paro, Bhoutan

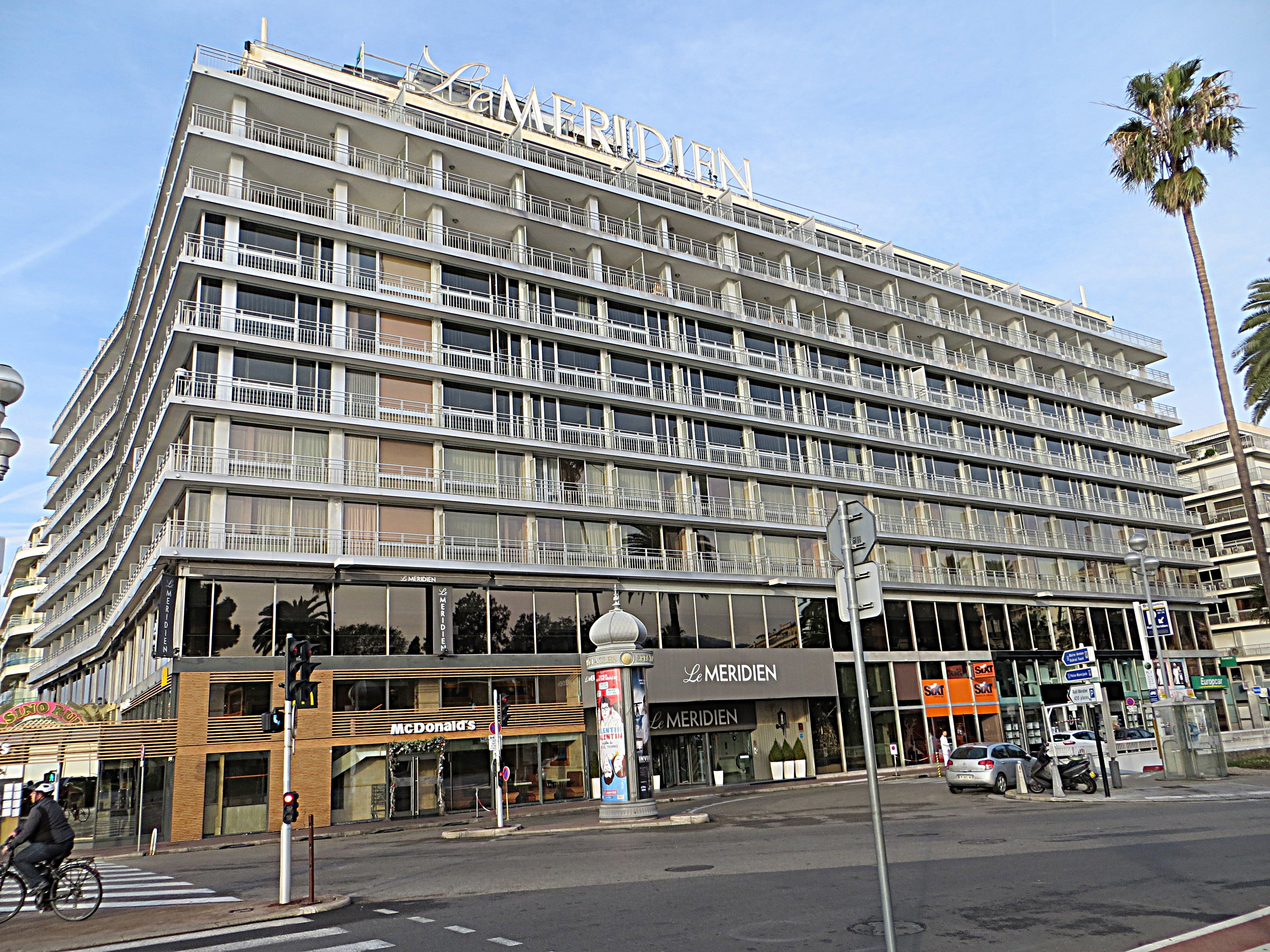
Hôtel Le Méridien à Nice

Le groupe Le Méridien est une chaîne d'hôtels de luxe d'origine française, créée en 1972 par Air France. Le groupe est ensuite passé aux mains de différents investisseurs avant que la marque ne soit finalement rachetée en novembre 2005 par Starwood Hotels & Resorts, groupe hôtelier américain basé à Stamford (Connecticut). En 2016, Marriott International fait l'acquisition du groupe hôtelier Starwood. La marque « Le Méridien » est intégrée dans ce rachat.
Ses hôtels offrent dans le monde entier un confort à l'européenne d'inspiration française, tout en intégrant les cultures locales. La chaîne possède  plus de 130 hôtels luxueux et haut de gamme dans plus de 50 pays du monde. La majorité de ces établissements se trouvent dans les principales villes et les lieux de villégiature d'Europe, d'Afrique, du Moyen-Orient, d'Asie-Pacifique et d'Amérique . 
En avril 2014, il est annoncé que  les murs et le fonds de commerce de  Le Méridien Étoile de Paris, le premier hôtel de la chaîne,  seraient  vendus à un autre fonds américain, Mount Kellett, pour 300 millions d'euros. Le Méridien Étoile est situé  dans le 17e arrondissement  et compte  1 025 chambres.  Il s'agit du plus grand hôtel de Paris en termes de capacité. Mount Kellet l'a ensuite vendu à Henderson Park en novembre 2016 pour 365 millions d'euros. 